# Leif Ljungberg
Leif Tore Bertil Ljungberg, född 11 april 1900 i Gråmanstorps församling, Kristianstads län, död 16 augusti 1974 i Malmö, var en svensk arkivarie. 
Ljungberg avlade studentexamen i Helsingborg 1919, blev juris kandidat vid Lunds universitet 1927, var amanuens vid Landsarkivet i Lund 1921–1929, förste amanuens vid Landsarkivet i Göteborg 1929–1933 och stadsarkivarie vid Malmö stadsarkiv 1933–1965. Ljungberg var sekreterare i Malmö fornminnesförening från 1933 och redaktör dess årsskrift från 1934. Han blev ledamot av Samfundet för utgivande av handskrifter rörande Skandinaviens historia 1956. Ljungberg är begravd på Gråmanstorps kyrkogård.

## Tryckta skrifter i urval
Fullständig förteckning se Kjell Å. Modeer "Leif Ljungbergs bibliografi." Malmö fornminnesförenings årsskrift 38 (1970). 
- Stadsarkivet i Malmö, en orientering (1934)
- Registrum ville Malmøyghe (utgivare, tillsammans med Ingvar Andersson och John Kroon, 1937)
- Malmösläkten Bergh (tillsammans med Thorsten Bergh, 1936)
- Ur djupa källarvalven (1950)
- Malmö i hävd och handling (1953)
- Skånesläkten Widell (1960)
- Lyder van Fredens kämnärsräkenskaper för Malmö 1517–20 (1960)
- Gatunamnen i Malmö (1961)